# SM Tb 51T
SM Tb 51T – austro-węgierski torpedowiec z początku XX wieku i okresu I wojny światowej, druga jednostka typu Kaiman. Do 1913 roku nosił nazwę Anaconda, następnie oznaczenie 51T, a od roku 1917 sam numer 51 (skrót SM Tb oznaczał Seiner Majestät Torpedoboot – torpedowiec Jego Cesarskiej Mości).

## Budowa
Stępkę pod budowę okrętu położono w stoczni Stabilimento Tecnico Triestino (STT) 11 października 1905 roku, kadłub wodowano 8 maja 1906 roku, a okręt oddano do służby 21 września tego roku. Był pierwszą jednostką tego typu zbudowaną w austro-węgierskiej stoczni. Początkowo nosił nazwę „Anaconda” (anakonda), lecz od 1 stycznia 1914 zastąpiono ją przez alfanumeryczne oznaczenie 51T („T” oznaczało, że okręt zbudowano w Trieście). Rozkazem z 21 maja 1917 roku z oznaczenia torpedowca usunięto ostatnią literę i do końca wojny nosił on tylko numer 51. 

## Opis
Okręt posiadał dwa kotły parowe typu Yarrow i jedną pionową czterocylindrową maszynę parową potrójnego rozprężania. Okręt uzbrojony był w cztery armaty kalibru 47 mm L/33 (po dwie na każdej z burt) oraz trzy wyrzutnie torped kalibru 450 mm. W 1915 roku uzbrojenie wzmocniono pojedynczym karabinem maszynowym Schwarzlose 8 mm.

## Służba
Okręt brał udział w I wojnie światowej. Pełnił m.in. służbę patrolową i konwojową na wodach Austro-Węgier. 8 września 1915 roku w składzie zespołu 1. Flotylli Torpedowej brał udział w rozpoznaniu obecności wojsk włoskich na wyspach Pelagosa (m.in. z krążownikami „Helgoland” i „Saida”). Dowódca był wówczas kpt. Robert Pelz. W drodze powrotnej do Sebenico, 51T został storpedowany przez francuski okręt podwodny „Papin”. Zginęło 17 marynarzy i rannych zostało 4, lecz okręt nie zatonął i został odholowany do bazy przez torpedowiec 56T, po czym wyremontowany. 
Po wojnie okręt w ramach podziału floty Austro-Węgier przekazano Wielkiej Brytanii, która sprzedała go w 1920 roku włoskiej stoczni złomowej.